# (36407) 2000 OZ48
2000 OZ48 (asteroide 36407) é um asteroide da cintura principal. Possui uma excentricidade de 0.25751390 e uma inclinação de 5.99534º.
Este asteroide foi descoberto no dia 31 de julho de 2000 por LINEAR em Socorro.